# La Vie extraordinaire de Mimi
Pour plus de détails, voir Fiche technique et Distribution.
La Vie extraordinaire de Mimi est un film français réalisé par Laure Pradal et sorti en 2018.

## Fiche technique
- Titre : La Vie extraordinaire de Mimi
- Réalisation :	Laure Pradal
- Scénario : Laure Pradal
- Photographie : Olivier Guérin et Dominique Guerrero
- Son : Laure Pradal
- Montage : Florence Jacquet
- Musique : Olivier-Roman Garcia
- Production : Pages et Images
- Pays d’origine :  France
- Durée : 52 minutes
- Date de sortie : France - 20 octobre 2018 (présentation au festival Cinémed)

## Distribution
- Mimi

## Distinctions

### Sélection
- Festival du cinéma méditerranéen de Montpellier 2018[1]

### Récompense
- Étoile de la SCAM 2019[2]